# 霸城门站
霸城门站是西安地铁8号线的一座车站，位于中华人民共和国陕西省西安市未央区凤城二路与明光路交叉口，因距离本站以西约一公里的汉长安城霸城门遗址而得名。

## 车站结构
本站为地下二层岛式站台车站。
| 地面              | 出入口 | A-D出入口                                                                                           |
| 地下一层          | 站厅   | 客服中心、自动售票机、长安通自助机                                                                  |
| 地下二层          | 站台   | \| \| \| █ 8号线外环（大风阁） \| \| 島式 · 開左邊车门 \| \| \| \| \| \| █ 8号线内环（市图书馆） \| |
|                   |        | █ 8号线外环（大风阁）                                                                               |
| 島式 · 開左邊车门 |        | |
|                   |        | █ 8号线内环（市图书馆）                                                                             |

## 公共艺术
本站是8号线29座标准站之一，所处的北段以“冬之蓝”为装潢主题色。

## 出入口
本站共有4个出入口。
|            |                                                |      |
| 编号       | 指示                                           | 图片 |
| A          | 明光路（西）、凤城二路（北）、凤城三路         |      |
| B          | 明光路（西）、凤城二路（南）、凤城一路         |      |
| C          | 凤城二路（南）、明光路（东）、文景路           |      |
| D          | 明光路（东）、凤城二路（北）、凤和路、凤城三路 |      |
| 无障碍电梯 |                                                |      |

## 历史
本站在建设时称作明光路站。
- 2024年12月26日：车站随8号线通车启用[3]。